# Чон Се Гюн
Чон Се Гюн (кор. 정세균; род. 5 ноября 1950, уезд Чинан, провинции Чолла-Пукто, Республика Корея) — корейский государственный и политический деятель. Бывший премьер-министр Республики Корея (2020—2021).
Ранее был лидером главной оппозиционной «Демократической партии» в период с 2008 по 2010 год и дважды был председателем её предшественницы, «Уридан», сначала на временной основе с октября 2005 года по январь 2006 года, а затем будучи официально избранным с февраля 2007 года до роспуска партии в августе этого же года.
9 июня 2016 года он был избран на двухлетний срок в качестве спикера Национального собрания. Став председателем законодательного органа, следуя закону о том, что спикер не может быть членом партии, он покинул «Демократическую партию». Его членство в партии было восстановлено автоматически, когда срок полномочий спикера истёк 29 мая 2018 года.

## Ранняя жизнь и образование
Чон родился в деревне Донхьянг в Чинане, Чолла-Пукто. С 1966 по 1969 год он учился в средней школе Чонджу Синхын в Чонджу, где был студенческим репортёром и возглавлял студенческий совет. Будучи студентом, он изучал юриспруденцию в Университете Корё и стал там председателем студенческого союза, получив высшее образование в 1974 году. Он был номинирован в качестве альтернативы для проекта лидерства студентов в Азиатско-Тихоокеанском регионе США в этом году. Он получил степень магистра в Школе государственной службы им. Вагнера при Нью-Йоркском университете в 1983 году, степень магистра делового администрирования в Университете Пеппердин в 1993 году и докторскую степень в Университете Кёнхи в 2000 году.

## Политическая карьера

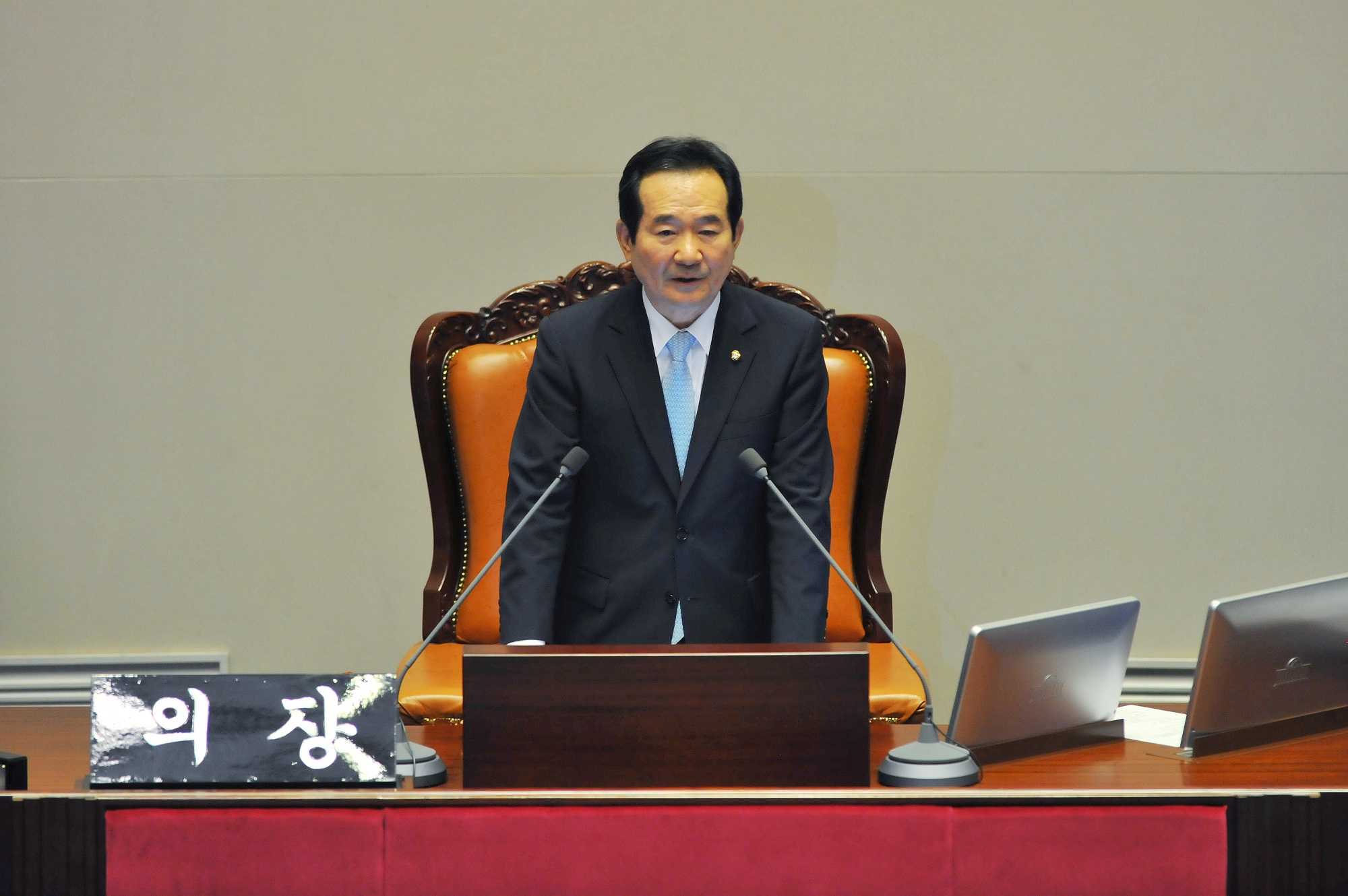
Чон Се Гюн в должности спикера Национального собрания

Чон вошёл в состав Национального собрания после избрания на парламентских выборах 1996 года в качестве члена главного либерального оппозиционного «Национального конгресса за новую политику», представляя свой родной округ Чинан по избирательному округу Чинан-Муджу и Чансу.
Президент Но Му Хён назначил Чона министром торговли, промышленности и энергетики в начале 2006 года. Будучи министром, он принимал министра энергетики США Самуэль Бодман в Сеуле, а также участвовал в пятистороннем заседании министров энергетики, которое состоялось в Пекине 16 декабря 2006 года, на котором обсуждались вопросы энергоэффективности и разработки чистых энергетических технологий.

### Лидер «Демократической партии» (2008—2010)
На национальном съезде «Демократической партии» 6 июля 2008 года Чон был избран лидером партии, победив Чу Ми Э, свою ближайшую конкурентку.
В июле 2009 года Чон объявил шестидневную голодовку в знак протеста против ряда законов о СМИ, принятых правящей «Партией великой страны». 24 июля он подал в отставку вместе с Чон Юнг Бэ, назвав законопроект недействительным и заявив, что принятие закона посредством «незаконного голосования и насилия не может быть оправдано». Около 70 законодателей-демократов также подали в отставку. После этого Чон объявил, что партия начнёт на улицах стодневную кампанию против законов. Чон и его однопартийцы вернулись в парламент 27 августа после месяца протестов.
Чон столкнулся с призывом уйти в отставку с поста лидера партии после того, как «Демократическая партия» потерпела неудачу на дополнительных выборах 2010 года, потеряв пять из восьми оспариваемых мест. Он принял требования и ушёл в отставку вместе с остальным руководством партии 2 августа, взяв на себя ответственность за поражение.

### Дальнейшая законодательная карьера (2010—2020)

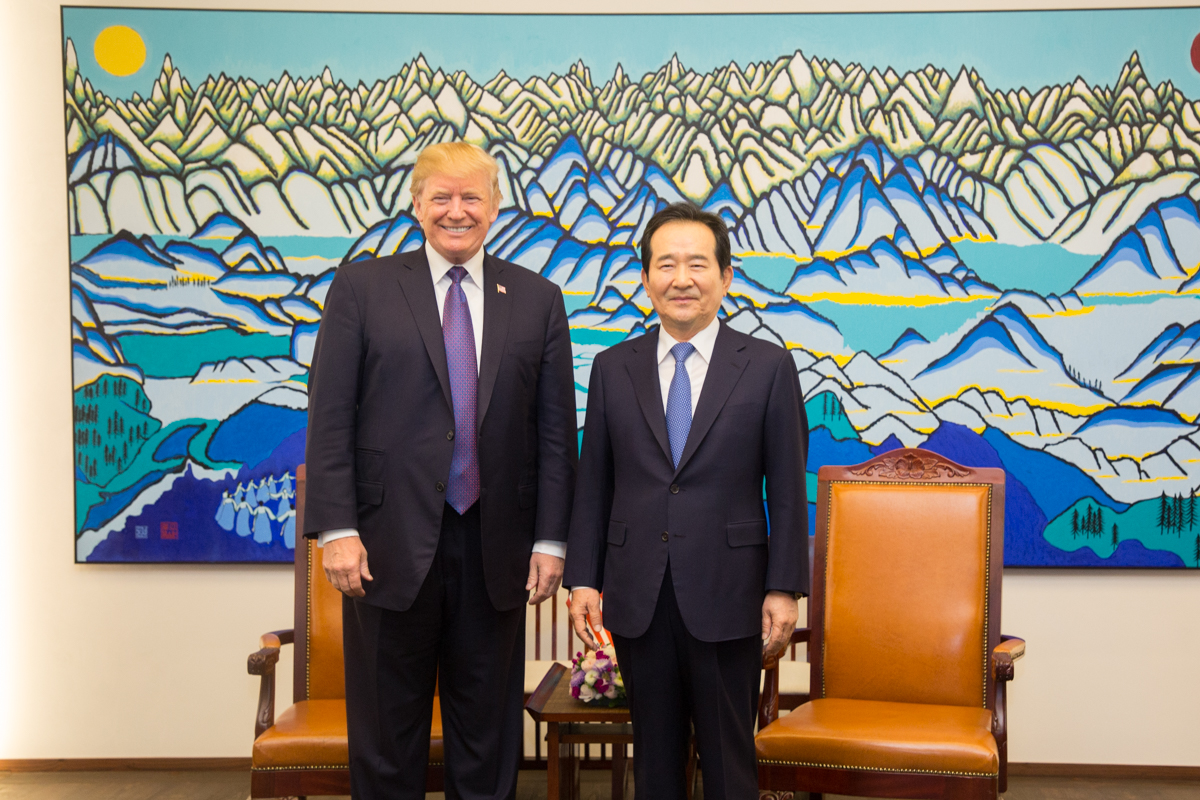
Президент США Дональд Трамп и Чон Се Гюн

К парламентским выборам 2012 года Чон переехал из Чоллы в Сеул, чтобы баллотироваться в Чонно, важном избирательном округе, охватывающем Тондэмун и президентскую резиденцию в Голубом доме. Он победил своего конкурента от партии «Сэнури» Хон Са Дука, депутата шести сроков и ведущего сторонника Пак Кын Хе. Работая в качестве члена «Демократической партии», четыре года спустя на выборах 2016 года он успешно защитил своё парламентское место от другого тяжеловеса «Сэнури», бывшего мэра Сеула О Се Хуна, опровергнув опросы общественного мнения, проведённые до голосования, которые предполагали, что О победит. Перед выборами 2016 года Чон раскритиковал руководство своей партии за неспособность выдвинуть достаточно женщин и кандидатов из числа меньшинств. 
В декабре 2019 года он был назначен премьер-министром правительства Мун Чжэ Ина